# Steve Hewitt

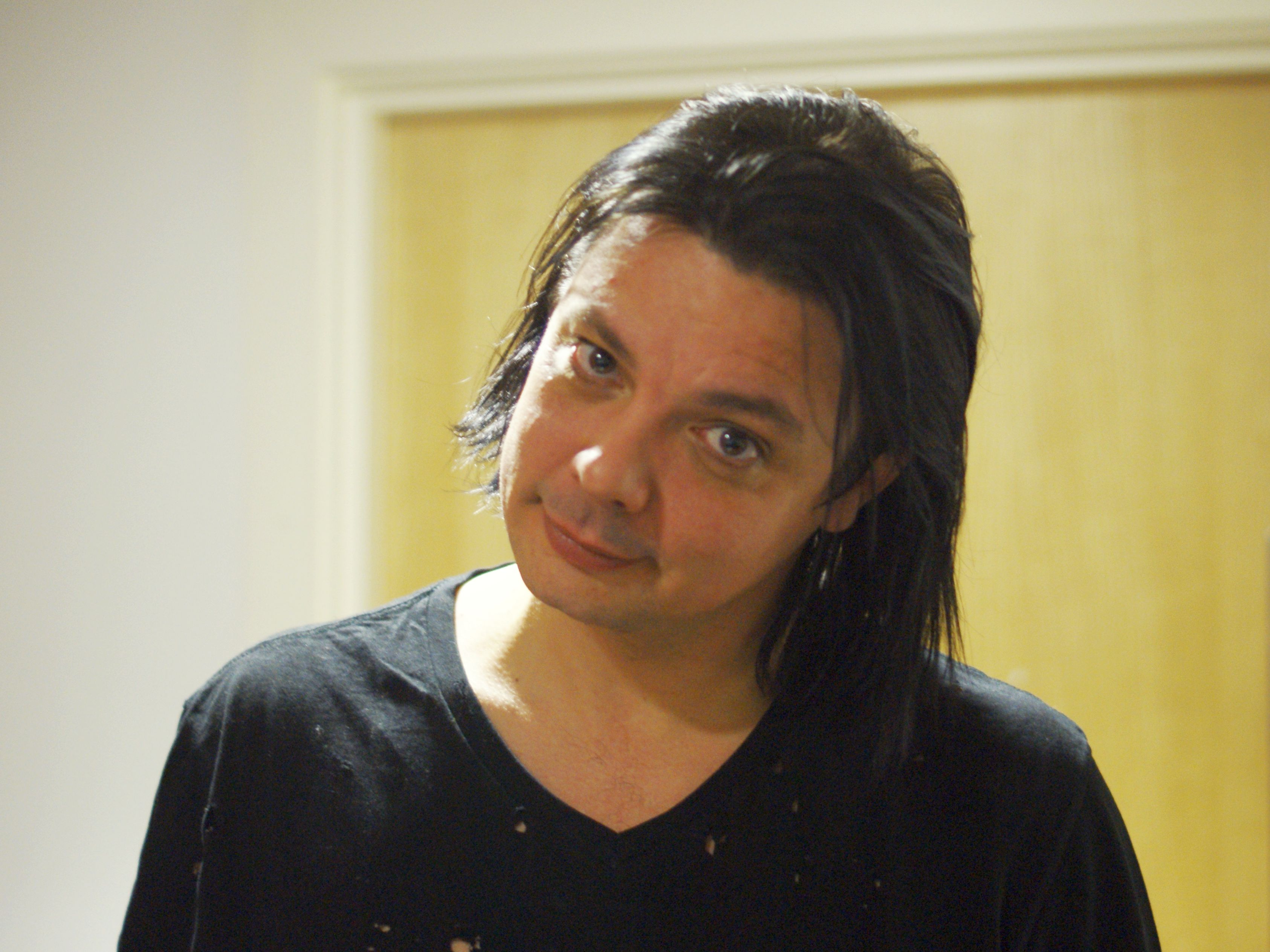
Steve Hewitt (2011)

Steven James Hewitt (* 22. März 1971 in Northwich, Cheshire) ist ein britischer Schlagzeuger. Er erlangte Bekanntheit als Mitglied der Band Placebo, der er von 1996 bis Oktober 2007 angehörte.

## Leben
Hewitt wuchs in der nahe Manchester gelegenen Gemeinde Northwich auf und besuchte die Weaverham High School in der Nachbargemeinde Weaverham. Mit 17 Jahren wurde er Schlagzeuger der Band Breed, mit der er auf Deutschland-Tournee ging. Weiterhin war er im Laufe seiner Karriere Mitglied verschiedener Bands, wie Electric Crayons, K-Klass, The Mystic Deckchairs und The Boo Radleys. 1996 wechselte er zu Placebo und gehörte der Band elf Jahre lang an, bis er am 1. Oktober 2007 aus persönlichen wie auch musikalischen Gründen ausstieg.
Seine neue Band heißt Love Amongst Ruin, diese veröffentlichte ihr erstes Album 2010. Zwischen 2012 und 2013 spielte er zudem Schlagzeug in der Band Six by Seven.
Hewitt spielt sein Schlagzeug als Linkshänder.